# Maximilian von Hatzfeldt-Trachenberg

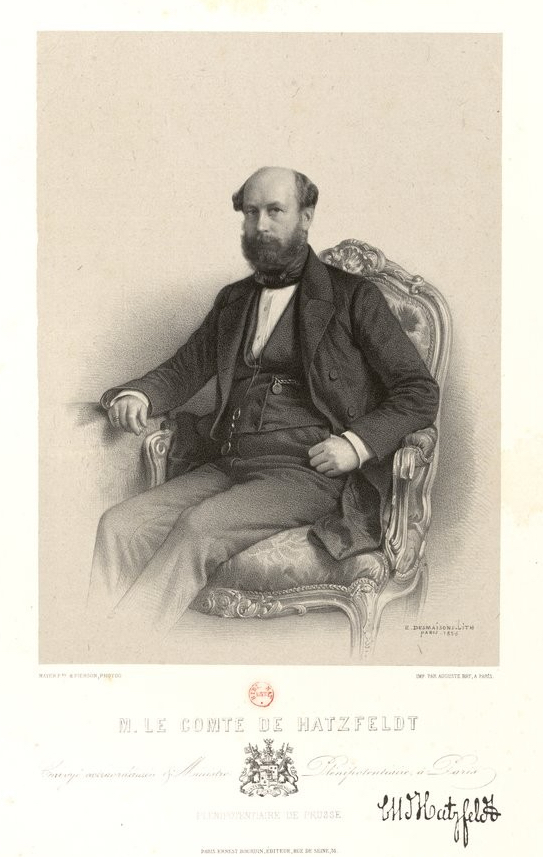
Bildnis von Maximilian von Hatzfeldt-Trachenberg (1856)

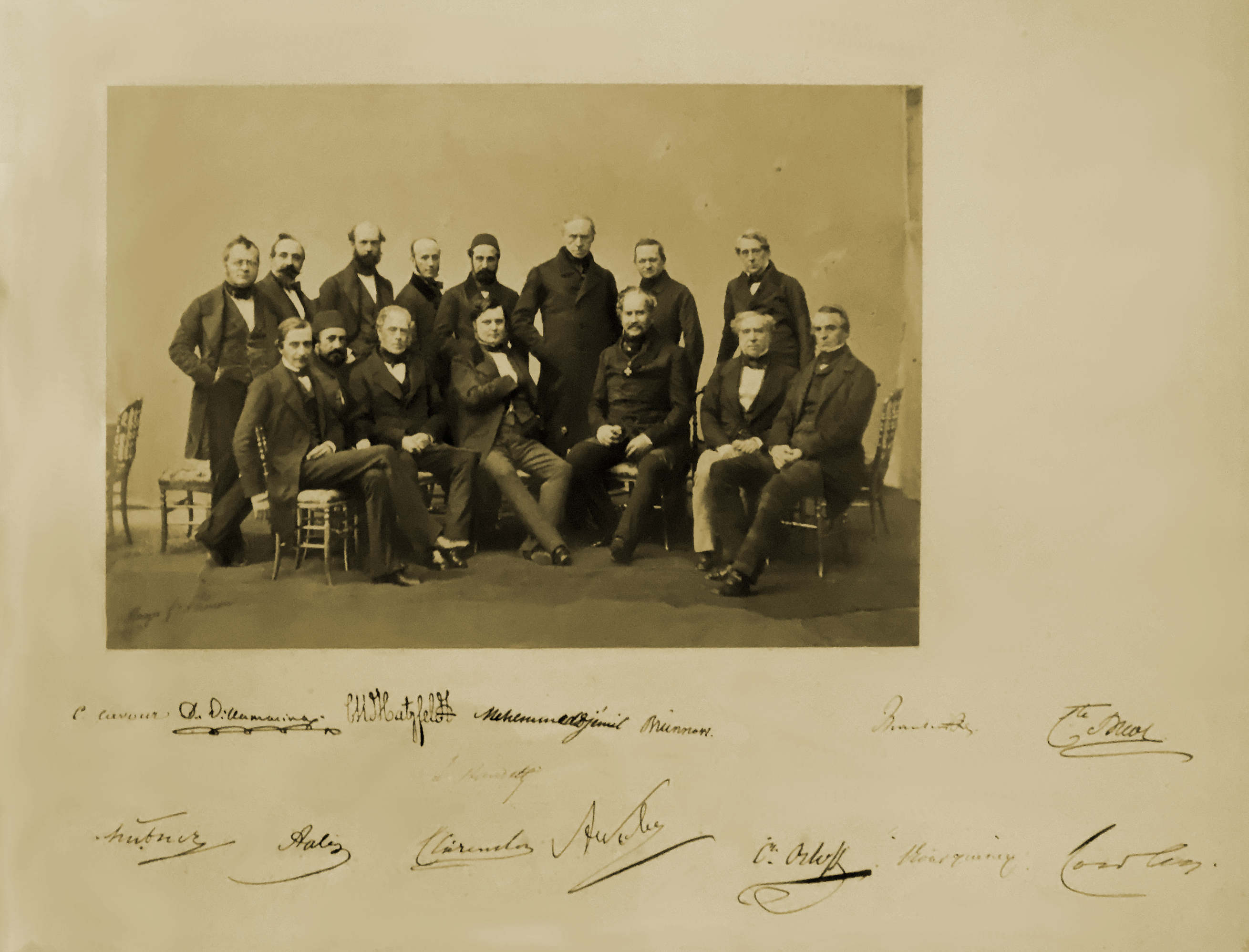
Maximilian von Hatzfeldt-Trachenberg (dritter von links, hintere Reihe stehend), Fotografie von 1856 während des Pariser Kongresses

Unterschrift von Maximilian von Hatzfeldt-Trachenberg (1856)

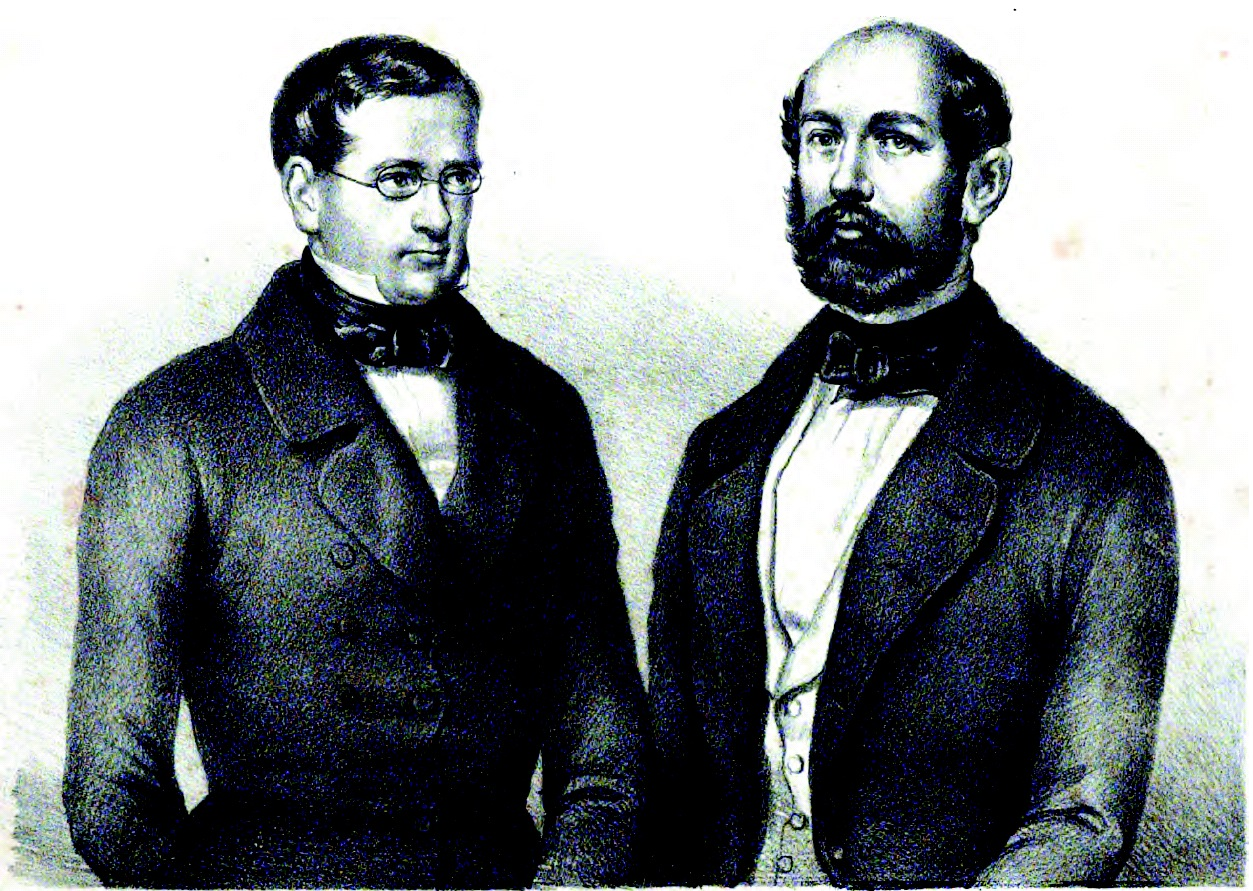
Maximilian von Hatzfeldt-Trachenberg (rechts) mit dem preußischen Ministerpräsidenten Otto Theodor von Manteuffel (1854)

Maximilian Friedrich Karl Franz Graf von Hatzfeldt-Trachenberg (* 7. Juni 1813 in Berlin; † 19. Januar 1859 ebenda) war ein königlich-preußischer Diplomat und Gesandter. Hatzfeldt war seit 1849 außerordentlicher Gesandter und bevollmächtigter Minister von Preußen in Paris.

## Leben

### Familie
Maximilian Friedrich Karl Franz Graf von Hatzfeldt-Trachenberg stammte aus dem alten edelfreien Geschlecht von Hatzfeldt aus dem oberen Lahngau und war der Sohn von Franz Ludwig von Hatzfeldt. Sein Vater war preußischer Generalleutnant und Gouverneur von Berlin sowie außerordentlicher Gesandter. Er erhielt im August 1803 den preußischen Fürstenstand in Primogenitur als Fürst von Hatzfeldt zu Trachenberg. Am 1. Dezember 1799 heiratete er in Berlin die Gräfin Friederike Karoline von der Schulenburg (* 6. Mai 1779 in Kehnert; † 12. Dezember 1832 in Berlin), eine Tochter des preußischen Ministers beim Generaldirektorium und beim Oberkriegskollegium Friedrich Wilhelm von der Schulenburg-Kehnert.
Aus der Ehe gingen neun Kinder, sieben Töchter und zwei Söhne, hervor. Maximilian war der zweite Sohn und das jüngste Kind des Paares. Sein älterer Bruder Hermann Anton von Hatzfeldt erbte das Fürstentum Trachenberg. Von seinen Schwestern heiratete 1827 Helene von Hatzfeldt (1801–1838) den preußischen Landrat Maximilian von Loë, 1828 Luise von Hatzfeldt (1800–1835) den späteren preußischen Kriegsminister Ludwig Roth von Schreckenstein, Klara Luise Auguste von Hatzfeldt (1807–1858) 1829 den preußischen General der Kavallerie August Ludwig von Nostitz und im gleichen Jahr Hermine Maximiliane von Hatzfeldt (1809–1889) den preußischen Politiker Engelbert von Landsberg-Velen und Steinfurt.
Die Viertgeborene Sophie von Hatzfeldt ehelichte 1822 ihren brutalen und gewalttätigen Vetter Edmund von Hatzfeldt-Wildenburg-Weisweiler. Die Ehe wurde 1854 geschieden. Sophie von Hatzfeldt wurde dabei von dem Arbeiterführer Ferdinand Lassalle unterstützt, mit dem sie später eine Zeitlang eine Beziehung führte.

### Beruflicher Werdegang
Schon früh schlug Hatzfeldt die diplomatische Laufbahn ein. 1838 wurde er preußischer Legationssekretär in Paris und 1847 zum Legationsrat befördert. Seit Frühjahr 1848 führte er interimistisch die Geschäfte der preußischen Gesandtschaft in Paris. Im Mai 1849 ernannte man ihn zum außerordentlichen Gesandten und bevollmächtigten Minister beim Präsidenten der französischen Republik Louis Napoleon.
Nach Wiederherstellung des französischen Kaiserreiches im November 1852, zögerte die preußische Regierung zunächst mit der Anerkennung Louis Napoleons als Kaiser Napoleon III. Erst nachdem sich der preußische Ministerpräsident Otto Theodor von Manteuffel in einer am 28. Dezember 1852 an ihn gerichteten Note befriedigend über die friedlichen Absichten der französischen Regierung ausgesprochen hatte, wurde Hatzfeldt am 1. Januar 1853 als Gesandter beim Kaiser Napoleon III. akkreditiert und erhielt den Rang und Titel eines Wirklichen Geheimen Rates.
Auf Grund der preußischen Neutralität während des Krimkrieges gestaltete sich Hatzfeldts Arbeit in Paris schwierig. Zu dem seit Februar 1856 tagenden Pariser Kongress, den Friedensverhandlungen zur Beendigung des Krimkrieges, wurde Preußen erst am 10. März 1856 eingeladen. Seit dem 17. März 1856 nahm Hatzfeldt zusammen mit dem preußischen Ministerpräsidenten Otto Theodor von Manteuffel an den Verhandlungen teil. Beide waren Mitunterzeichner des am 30. März 1856 geschlossenen Pariser Friedens. Kurz nach der Unterzeichnung des Friedensvertrages erhielt Hatzfeldt den Roten Adlerorden 1. Klasse mit Eichenlaub. Auch ein Jahr später war Hatzfeld als preußischer Vertreter an den Verhandlungen in Paris über den Neuenburgerhandel beteiligt und war Mitunterzeichner des Vertrages von Paris am 26. Mai 1857.
Er starb am 19. Januar 1859, im Alter von 45 Jahren, während eines kurzen Urlaubs in Berlin an einer Lungenkrankheit. Die Trauerfeier fand in der katholischen Hedwigskirche in Berlin statt, bei der auch der preußische Prinzregent Wilhelm I. zugegen war. Die Beisetzung erfolgte am 10. Februar in Trachenberg, dem Familiensitz der Hatzfeldts in Schlesien.

### Ehe und Nachkommen
Maximilian von Hatzfeldt-Trachenberg heiratete am 20. Juni 1844 in Paris die Gräfin Rachel Elisabeth Pauline de Castellane (* 6. Juli 1823 in Paris; † 9. März 1895 in Berlin). Sie war die Tochter des Kommandanten von Lyon und Marschalls von Frankreich Boniface de Castellane. Das Paar hatte sechs Kinder, drei Söhne und drei Töchter:
- Franz (* 13. Februar 1845 in Paris; † 2. April 1884)
- Helene Boniface Pauline Luise (* 11. Juli 1847 in Paris; † 12. Februar 1931 in Nizza) ⚭ (1) Graf Georg von Kanitz (1842–1922); (2) Freiherr Arthur von Scholl (1847–1904)
- Melchior (* 18. Dezember 1848 in Paris; † 1. Januar 1880 in Münster) ⚭ Freiin Mathilde von Gaugreben (1838–1910)
- Margarethe Charlotte Engelberge Luise (* 23. April 1850 in Paris; † 16. Juli 1923 in Berlin) ⚭ Freiherr Anton Saurma von der Jeltsch (1836–1900)
- Franziska Louise Hermine Elisabeth (* 7. Januar 1852 in Paris; † 3. März 1909 in Sanremo) ⚭ Graf Bernhard von Welczeck (1844–1917)
- Maria Bonifacius Maximilian (* 27. April 1854 in Paris; † 31. Oktober 1921 in Münster) ⚭ (1) Olga Manoukbey (1854–1920); (2) Aline Yanssens (* 1875).

Nach dem Tod von Maximilian heiratete seine Witwe Rachel Elisabeth Pauline am 4. April 1861 in zweiter Ehe den französischen Offizier und Politiker Louis Napoleon de Talleyrand-Périgord. Aus der Ehe ging die Tochter Marie Dorothée Louise Valençay de Talleyrand-Périgord (* 17. November 1862; † 17. Juli 1948) hervor, die 1881 Karl Egon von Fürstenberg ehelichte und nach dessen Tod 1898 Jean de Castellane.

### Ehrungen
Für seine Verdienste erhielt Maximilian von Hatzfeldt-Trachenberg, neben dem preußischen Roten Adlerorden, das Ehrenkreuz 1. Klasse des Hohenzollernordens, das Ritterkreuz 1. Klasse des badischen Ordens vom Zähringer Löwen, den päpstlichen Gregoriusorden 1. Klasse und das Ritterkreuz 1. Klasse des sizilianischen Franz-Ordens.
Hatzfeldt war Großoffizier der französischen Ehrenlegion sowie Ritter des Malteserordens.